# Mary Whiton Calkins
Mary Whiton Calkins (Hartford, 30 marzo 1863 – Newton, 26 febbraio 1930) è stata una psicologa e filosofa statunitense.
Oltre che pioniera dell'onirologia, fu la prima presidente donna sia dell'American Psychological Association che dell'American Philosophical Association.

## Biografia
Era figlia di un pastore congregazionalista. Dopo essere cresciuta a Buffalo, si trasferì con la famiglia nel 1881 a Newton, in Massachusetts, dove rimase ad abitare per la maggior parte della vita.
Si iscrisse allo Smith College, università femminile dove studiò principalmente filosofia. Dopo un lungo viaggio con la famiglia in Europa, rientrò negli Stati Uniti e divenne insegnante di greco antico all'istituto femminile Wellesley College. Notata per la sua competenza e intelligenza, le venne assegnata anche la cattedra sperimentale di psicologia, ottenuta dopo aver frequentato vari seminari all'università di Harvard (alla quale tuttavia non venne mai ufficialmente ammessa come studente perché donna, e poté frequentare i corsi solo dietro richiesta ufficiale del Wellesley College). Rimasta l'unica studentessa a frequentare il corso tenuto da William James, vi sviluppò un rapporto particolarmente stretto.
Tornata al Wellesley nel 1891, vi stabilì un laboratorio di psicologia, collaborando spesso con i professori di Harvard e dando vita ad una proficua produzione accademico-scientifica fino al 1900. Calkins si distinse soprattutto per i suoi studi sul sogno e sulla sua interpretazione (tanto che fu una delle fonti utilizzate poco dopo da Sigmund Freud). Nonostante i suoi professori fossero entusiasti delle sue iniziative e spingessero perché le venisse assegnato un titolo di studio, i vertici universitari rifiutarono categoricamente perché le donne all'epoca non potevano ancora ottenere titoli accademici; in polemica con l'università, vari professori tra cui William James, Josiah Royce, Edmund Sandford e Hugo Münsterberg formarono una commissione indipendente appositamente per assegnarle un riconoscimento, subito disconosciuto da Harvard. Nonostante l'opposizione ufficiale di Harvard, Calkins presto si affermò come una degli psicologi più autorevoli degli Stati Uniti, tanto che nel 1905 divenne presidente dell'American Psychological Association. Dal 1900 tuttavia abbandonò progressivamente la psicologia concentrandosi invece sulla filosofia, divenendo nel 1918 presidente anche dell'American Philosophical Association.
Morì nel 1930. Tuttora l'Università di Harvard non riconosce alcun titolo accademico a Mary Calkins.